# Gentiana stellata
Gentiana stellata là một loài thực vật có hoa trong họ Long đởm. Loài này được Turrill mô tả khoa học đầu tiên năm 1922.